# Kangounadéni
Kangounadéni är en ort i Burkina Faso.   Den ligger i regionen Cascades, i den sydvästra delen av landet, 400 km sydväst om huvudstaden Ouagadougou. Kangounadéni ligger 319 meter över havet och antalet invånare är 1 521.
Terrängen runt Kangounadéni är huvudsakligen platt. Kangounadéni ligger uppe på en höjd. Runt Kangounadéni är det ganska glesbefolkat, med 27 invånare per kvadratkilometer.. Närmaste större samhälle är Diarabakoko, 18,3 km väster om Kangounadéni. 
Omgivningarna runt Kangounadéni är huvudsakligen savann.